# Zmętnienie wódki
Zmętnienie wódki – wada wyglądu wódki, powstała w drodze nieprawidłowości na etapie produkcyjnym. Substancje powodujące zmętnienie to przede wszystkim: białka, pektyny, jony metali i garbniki.
Zmętnienie wódki powstaje w następujących przypadkach:
- wódka czysta:
  - najczęściej w drodze użycia do produkcji zbyt twardej wody,
  - zanieczyszczenia aparatury produkcyjnej,
- wódka gatunkowa – zbyt krótkie leżakowanie produktu (najczęściej spotykane podczas wyrobu wódek ziołowych).

Zmętnienie pozostaje wadą wyłącznie wyglądu, ponieważ pozostałe parametry (smak, zapach) pozostają z reguły bez zmian. Wódkę zmętniałą, w celu przywrócenia przejrzystości można przesączać w warunkach domowych przez gęste płótno lub sączek laboratoryjny. Można także użyć węgla aktywnego lub zastosować jeden z chemicznych środków do oczyszczania, jednak ta druga metoda może wywrzeć wpływ na smak i zapach wyrobu.